# Rubio (Venezuela)
Rubio ist eine Stadt in den venezolanischen Anden im Bundesstaat Táchira. Die im Jahr 1794 von Gervasio Rubio gegründete Stadt ist der Verwaltungssitz vom Municipio Junín und hat laut der 2001 durchgeführten venezolanischen Volkszählung 68.869 Einwohner.

## Geschichte
Verschiedene ethnische Gruppen wie die Canias, die Carapos und die Queremales bewohnten diese Region bei der Ankunft der Spanier. Der Konquistador Juan Maldonado war wahrscheinlich der erste Europäer, der Mitte des 16. Jahrhunderts das Rubiogebiet erforschte und Kontakt mit den Ureinwohnern aufnahm.
Der Kapitän von Nueva Granada besuchte die Region im Jahr 1602. Damals wurden vier Dörfer in diesem Gebiet offiziell gegründet. In den folgenden Jahren führten die Spanier das System der Encomiendas hier ein.
Am 9. Dezember 1794 kaufte Gervasio Rubio die Hazienda „La Yegüera“, die bis dahin den Kindern des Kapitans Omaña de Rivadeneyra gehörte. Er verbesserte die Anbaugebiete (wo man vor allem Zucker hatte) und führte die ersten Kaffeeplantagen ein. Er ließ auch eine Kirche bauen, die von seinem Sohn, dem Priester Carlos Rubio, eingeweiht wurde. Die Siedlung hieß zuerst “Santa Bárbara de la Yegüera”.

## Infrastruktur

### Krankenhäuser und andere Gesundheitsanstalten
- CMR (Centro Médico Rubio) – privat
- CMC (Centro Médico La Colonia) – privat
- Hospital Padre Justo (HPJ) – öffentlich
- CMI Centro Médico Intregal

### Sport
- Stadium Tulio Hernández
- Stadium Leonardo Alarcon

## Sehenswürdigkeiten
- Museum der Stadt Rubio
- Kaffeeforschungszentrum

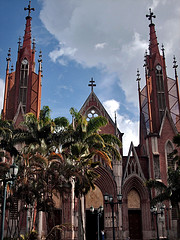
Kirche

- Museo Histórico y Étnico (Historisches und Ethnisches Museum)
- Park Nicolas de Palencia
- Park P. Cueva de los Santos
- Berg La Pierda

## Persönlichkeiten
- Carlos Andrés Pérez (1922–2010), Staatspräsident Venezuelas
- Pedro Nicolás Bermúdez Villamizar (1929–2022), römisch-katholischer Ordensgeistlicher und Weihbischof
- Konrad O. Bernheimer (* 1950), deutscher Kunsthändler